# August Sauer
August Sauer (12. října 1855 Wiener Neustadt – 17. září 1926 Praha-Smíchov) byl rakouský germanista, literární historik a vysokoškolský pedagog v Praze.

## Život
August Sauer se narodil v rodině obchodníka Karla Josefa Sauera (1815-1898) a Josefy, rozené Höpfingerové. Roku 1873 maturoval na gymnasiu skotských benediktinů ve Vídni. Dále vystudoval německou filologii, anglistiku a vídeňské dějiny na univerzitě ve Vídni, kde roku 1877 obhájil doktorát. Po jednoročním studijním pobytu v Berlíně se ve Vídni roku 1879 habilitoval. Dále pobýval na univerzitách ve Lvově a ve Štýrském Hradci. Dekretem Rakouského ministerstva školství a kultu ze dne 30.6.1891 byl jmenován řádným profesorem a od školního roku 1891 – 1892 byl povolán do Prahy na Německou univerzitu, kde přednášel a posléze i vedl stolici německého jazyka a literatury. Ve školním roce 1897 – 1898 zastával funkci děkana filozofické fakulty a roku 1907 – 1908 byl zvolen rektorem univerzity.
V Praze se přátelil s rodinou klasického filologa a profesora Německé univerzity Aloise Rzacha, s jehož dcerou Hedvikou ("Heddou") Rzachovou (1875-1953) se roku 1892 oženil. Manželé rádi pobývali v severních Čechách, zejména na panstvích Thun-Hohensteinů v Klášterci nad Ohří a v lázních Teplice. K jeho žákům patřil též spisovatel Johannes Urzidil.
August Sauer byl členem bavorské a rakouské Akademie věd. Zabýval se také dějinami hudby, byl členem pražské Německé hudební akademie a Společnosti Němců v Čechách. Roku 1912 byl jmenován dvorním radou.

## Dílo
Většinu své činné vědecké práce věnoval edicím literatury sudetoněmeckých spisovatelů v edici Bibliothek deutschen Schriftsteller aus Böhmen, Mähren und Schlesien, která za jeho redigování v letech 1894 – 1925 dosáhla 39 svazků. Dále se Sauer věnoval rozboru děl Johanna Wilhelma Ludwiga Gleima, Ferdinanda Raimunda, Johanna Wolfganga Goetha, Heinricha Kleista, Adalberta Stiftera a Franze Grillparzera.
- Joachim Wilhelm von Brawe, der Schüler Lessings (1878)
- s Jakobem Minorem: Studien zur Goethe-Philologie (1880)
- Frauenbilder aus der Blütezeit der deutschen Literatur (1885) – první zhodnocení ženské literatury 19. století
- Gesammelte Reden und Aufsätze zur Geschichte der Literatur in Österreich und Deutschland (1903)
- Goethe und Österreich. Briefe mit Erläuterungen (1902-04)
- Literaturgeschichte und Volkskunde (1907)